# Coscinodiscophycidae
Coscinodiscophycidae, podrazred alga kremenjašica, dio razreda Coscinodiscophyceae. Sastoji se od pet taksonomski priznata reda sa 647 vrsta

## Redovi
1. Asterolamprales Round & Crawford in F.E. Round, R.M. Crawford & D.G. Mann, 1990
2. Coscinodiscales Round & R.M.Crawford in Round, R.M.Crawford & D.G.Mann, 1990
3. Ethmodiscales Round in Round & al., 1990
4. Stellarimales Nikolaev & Harwood
5. Stictodiscales Round & R.M.Crawford in Round & al., 1990

## Drugi projekti
|  | Zajednički poslužitelj ima još gradiva o temi Coscinodiscophycidae |
|  | Wikivrste imaju podatke o taksonu Coscinodiscophycidae             |